# 2016年リオデジャネイロパラリンピックのモザンビーク選手団
2016年リオデジャネイロパラリンピックのモザンビーク選手団（2016ねんリオデジャネイロパラリンピックのモザンビークせんしゅだん）は、2016年9月7日から9月18日までブラジルのリオデジャネイロで開催された2016年リオデジャネイロパラリンピックモザンビーク選手団の名簿。モザンビークはパラリンピック全大会通じて初のメダル獲得となった。

## 選手団
- 人員: 選手 1人
- 開会式旗手: エドミルサ・ゴヴェルノ

## メダル獲得者
| メダル   | 名前                   | 競技     | 種目              | 日付（現地） |
| -------- | ---------------------- | -------- | ----------------- | ------------ |
| 銅メダル | エドミルサ・ゴヴェルノ | 陸上競技 | 女子400m T12 視覚 | 9/17         |

## 種目別選手・スタッフ名簿及び成績

### 陸上競技
- エドミルサ・ゴヴェルノ
  - （女子100m T12 視覚）12秒35 準決勝敗退
  - （女子400m T12 視覚）53秒89  銅メダル